# Bataille de San Matteo
Batailles
Front italien
- 1re Isonzo (06-1915)
- 2e Isonzo (07-1915)
- 3e Isonzo (10-1915)
- 4e Isonzo (11-1915)
- 5e Isonzo (03-1916)
- Trentin (06-1916)
- 6e Isonzo (08-1916)
- 7e Isonzo (09-1916)
- 8e Isonzo (10-1916)
- 9e Isonzo (11-1916)
- 10e Isonzo (05-1917)
- Mont Ortigara (06-1917)
- 11e Isonzo (08-1917)
- Caporetto (12e Isonzo) (10-1917)
- Piave (06-1918)
- San Matteo (08-1918)
- Vittorio Veneto (10-1918)

Front d'Europe de l’Ouest
Front d'Europe de l’Est
Front des Balkans
Front du Moyen-Orient
Front africain
Bataille de l'Atlantique
La bataille de San Matteo eut lieu à la fin de l'été 1918 sur la pointe San Matteo (3 678 mètres) en Italie du nord durant la Première Guerre mondiale. Elle fut considérée comme la bataille à la plus haute altitude de l'histoire de la guerre en montagne avant d'être surpassée en 1999 par le conflit de Kargil à 5 600 mètres.

## Contexte
Au début de l'année 1918, les troupes austro-hongroises installèrent une position fortifiée de pièce d'artillerie sur le sommet du pic de San Matteo, duquel ils étaient capables de tirer sur la route du col de Gavia et ainsi harceler les convois de renforts italiens vers la ligne de front.

## Déroulement
Le 13 août 1918, un petit groupe d'alpins (307e compagnie, bataillon d'Ortles) conduisit une attaque surprise pour prendre la position fortifiée, la moitié des soldats austro-hongrois furent faits prisonniers et l'autre moitié s'enfuirent vers une position moins élevée.
La perte du pic de San Matteo fit perdre la face à l'empire d'Autriche, et des renforts furent immédiatement envoyés pour la région, tandis que les Italiens continuaient d'organiser leur défense au sommet de la pointe.
Le 3 septembre 1918, les Austro-hongrois commencèrent l'opération « Gemse », une attaque qui avait pour but de reprendre la montagne. Une grande série de bombardement d'artillerie, suivie par un assaut d'au moins 150 Kaiserschützen (it) (du 3e régiment impérial et royal Kaiserjäger de Dimaro) amena à la reprise de la position. Les Italiens, qui avaient considéré la position comme perdue commencèrent un contre-bombardement « à l'aveugle » sur les positions fortifiées, causant de nombreuses victimes sans faire de différence entre Italiens et Austro-hongrois.
La base du pic est située à 2 800 mètres d'altitude et il faut escalader un glacier pendant quatre heures, pour atteindre le sommet.
Les Austro-hongrois perdirent dix-sept hommes dans la batailles et les Italiens dix. Ce fut la dernière victoire austro-hongroise de la Grande Guerre. L'armistice de Villa Giusti, conclu le 3 novembre 1918 à 15 heures à la villa Giusti, (près de Padoue), mit fin à la Guerre des Alpes dans ces montagnes le 4 novembre à la même heure.
À l'été 2004, les corps de trois Kaiserschützen furent trouvés dans la glace à 3 400 mètres, près du pic,.

## Source de la traduction
- (en) Cet article est partiellement ou en totalité issu de l’article de Wikipédia en anglais intitulé « Battle of San Matteo » (voir la liste des auteurs).

## Pour aller plus loin
- Kaiserschützen (de)
- Arnaldo Berni (it)
- Georg Bönisch "Die toten Augen im Berg" [La guerre dans les glaces éternelles des Alpes] Der Spiegel 30 March 2004 (en allemand)